# AN/PEQ-16A戰術燈及雷射模組

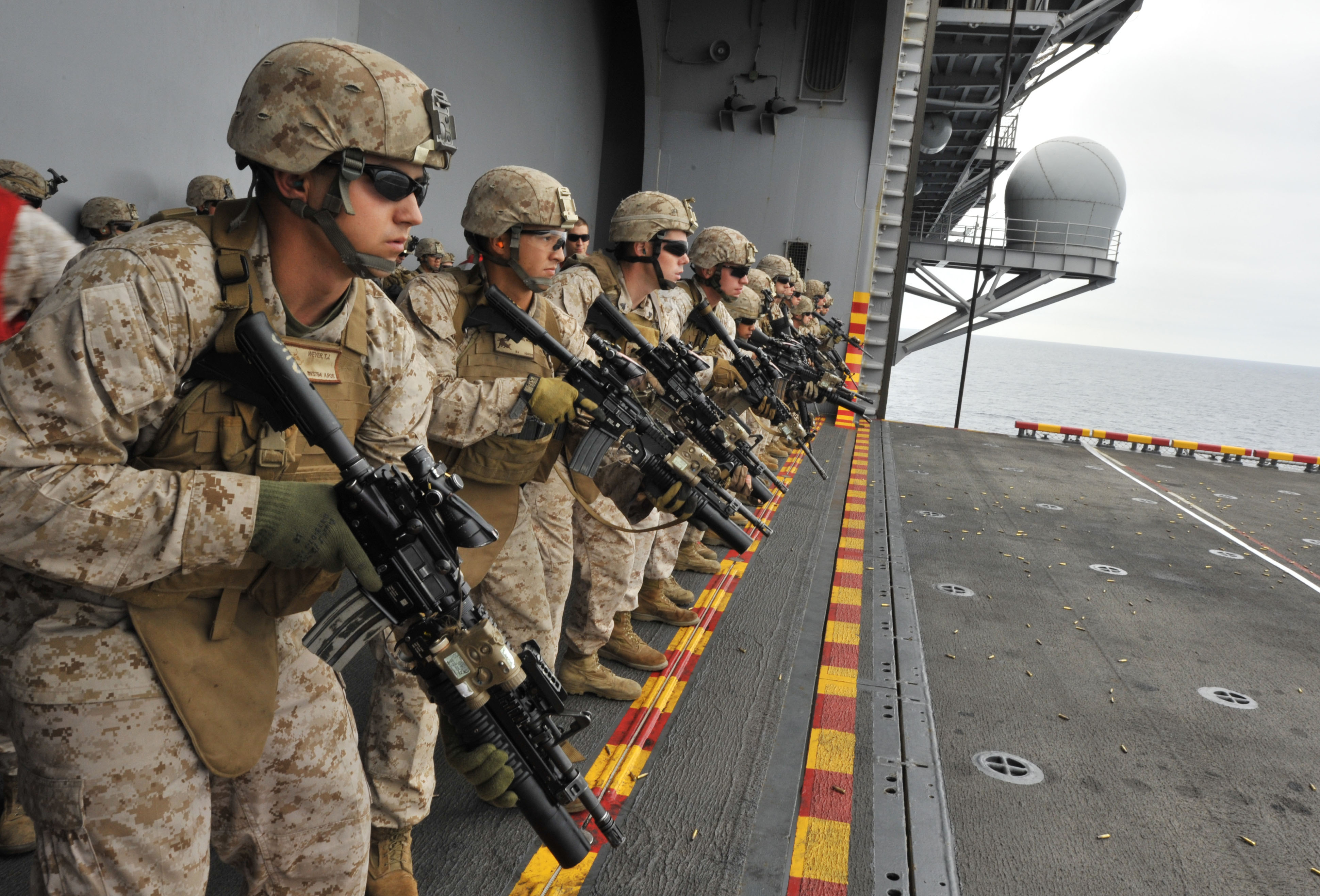
美國海軍陆战队美國海軍陸戰隊遠征隊進行武器射擊訓練，圖中的M4卡賓槍裝有AN/PEQ-16A

AN/PEQ-16A（英語：Mini-Integrated Pointing Illumination Module，簡稱：Mini-IPIM、MIPIM，意為：迷你集成定點照明模塊，國家庫藏編號：5855-01-550-2780）是一款由透視科技公司研製及生產、利用MIL-STD-1913戰術導軌裝上步枪上的雷射／红外线瞄準器（簡稱：LAM）系統，亦是AN/PEQ-15的整合戰術燈改進型版本。

## 美國軍方使用
此部件是按照軍用標準所製造，由2009年底到目前正在美國軍隊之中服役，取代過去的AN/PEQ-2。只能在M4 / M4A1卡賓槍、M16系列步槍和M249用作自動步槍時使用。相對的，它不能裝設在M240、M2或Mk 19等機槍上使用。

## 設計細節
AN/PEQ-16A與它的前身，AN/PRQ-16一樣是AN/PEQ-15的改進型，在红外线照明以下增加了白光燈功能，其目的是讓士兵不需要在安裝了AN/PEQ-15後，再另外加裝戰術燈。但由於體積、重量和能耗問題，AN/PRQ-16未被部隊大批量裝備。美國特種作戰司令部也在2007/2008年獲得了PEQ-16A，所有最終用戶的最大抱怨似乎是白光的流明輸出低（為60，而不是根據此規格書的100），因此SureFire製造了一些適配器原型和Insight將於2010年初隨PEQ-16B（MIPIM）一起問世，唯一的變化是更亮的（125流明）LED白光。
而AN/PEQ-16A則是重新設計，因此體積和重量只比AN/PEQ-15略大，但比AN/PRQ-16卻要輕要小，目前已經開始在美国海军陆战队於實戰中使用。
AN/PEQ-16A本體的設計比較像倒過來的凹字，中間凹陷成MIL-STD-1913戰術導軌連接座以降低其高度；這樣設計亦使得AN/PEQ-16A本體安裝與武器上面時更貼近武器本體，不會因為受外力撞擊而造成固定座斷裂。AN/PEQ-16A使用兩顆CR123A电池供電。
AN/PEQ-16A分別具有可見雷射／红外线雷射／红外线照明發射器，以及一盞白光燈。前三個發射口被整合到左側，而白光燈則獨立設於右側。左側兩個較窄的發射口用於步槍的瞄準，另一個較寬的發射口用於發射雷射以對準目標照射，就像一支手電筒。而使用肉眼不可見的红外线激光時，目標上會産生一個非常小的紅色激光點，該激光點出現的位置附近的範圍就會是彈著點。但只適合陰暗處或晚上使用，而且必需利用被動式夜視裝備才能看到。每條雷射可以獨立歸零，以及可以獨立調整其照射的半径。白光燈的用途與一般戰術燈一樣，用以在暗處搜索。這三種激光器再加上白光燈的合併成為一個有8 種手動操作模式開關的部件，它有這些模式：D、L、A、O、AL、DL、AH、IH和DH。
另外，模式開關並不會開動雷射瞄準器。頂部某槽凹按鈕設計裝置能夠一次簡單打開雷射或輕輕地轉動兩次雷射選擇轉盤直到停止使用，或者按三分之一的時間或通過轉換模式直到切換至開關。此外，還有一個外加的压力開關，可插入設備的後方，然後把压力開關放在幾乎任何一部份，只要電線受壓力開關的長度開關，通常長度是1.59英尺（48.46厘米）。當然，這種壓力開關的運作方式和凹槽按鈕相同。
AN/PEQ-16A亦具有安全的藍色物理阻擋螺絲，它可以阻止轉動模式切換到任何高功率模式，這可防止造成任何眼睛上的損傷。只要將螺絲拆卸下來就可使用高功率模式。

## 光學規格和尺寸
- 長度：104.14毫米（4.1英寸）
- 寬度：81.28毫米（3.2英吋）
- 高度：43.18毫米（1.7英吋）
- 重量（連電池）：280.66克（9.9盎司）
- 電池：3伏特CR123A 2顆

可見雷射：
- 輸出功率：4毫瓦（3A級）
- 光束發散度：0.5毫弧度
- 波長：605—665纳米
- 範圍：＞25米

红外线雷射：
- 輸出功率（低功率）：0.6毫瓦（1級）
- 輸出功率（高功率）：25毫瓦（3B級）
- 光束發散度：0.5毫弧度
- 波長：820—860纳米
- 範圍（低功率）：＞600米
- 範圍（高功率）：＞2,000米

红外线照明：
- 輸出功率（低功率）：＜3.5毫瓦（3A級）
- 輸出功率（高功率）：30毫瓦（3B級）
- 光束發散度：1—105毫弧度（分鐘）
- 波長：820—860纳米
- 範圍（低功率）：＞600米
- 範圍（高功率）：＞2,000米

白光燈：
- 輸出功率：＞100流明

## 使用者
- 法國
- 土耳其
- 美国

## 外部連結
- （英文）—L-3 Warrior Systems Home－AN/PEQ-16B LED and AN/PEQ-16A
- （英文）—AN/PEQ-15 (ATPIAL)
- （英文）—Soldier Systems－The AN/PEQ16A is Coming（页面存档备份，存于）
- （英文）—Tactical Night Vision Company－L3/ Insight MIPIM (AN/PEQ-16B) Mini Integrated Pointing Illumination Module（页面存档备份，存于）
- （英文）—ArmyProperty.com－AN/PEQ-16B（页面存档备份，存于）
- （英文）—Marines.com－PEQ-15 | PEQ-16 | Rifle Combat Optic（页面存档备份，存于）
- （英文）—L3 Harris AN/PEQ-16B – MIPIM pdf 2019
- （简体中文）—D Boy Gun World（槍炮世界）—AR-15/M16专辑—典型的瞄准装置（页面存档备份，存于）
- （页面存档备份，存于）